# ОШ „Стефан Дечански” Чукарица
Oсновна школа „Стефан Дечански” једна је од основних школа на општини Чукарица. Налази се  у улици Милана Мијалковића 11 у Железнику. 

## Име школе
Школа носи име српског краља из породице Немањића, Стефана Дечанског. Стефан Урош III Немањић (око 1276. или око 1284. — 11. новембар 1331), познатији као Стефан Дечански, био је краљ Србије из породице Немањића, син краља Милутина (1282.—1321) и отац Стефана Душана.

## Историјат
Прва школска зграда у Железнику је подигнута 1840. године и за њену градњу мештани су потрошили 9000 чаршијских гроша. Све до краја 19. века, школа међу ученицима није имала женске деце. У дворишту чукаричке основне школе Стеван Дечански, у октобру 1935. засађен је храст као успомена на краља Александра.
Одлуку о оснивању нове, модерне школе, са именом ОШ Владимир Назор, доноси Народни oдбор Општине Чукарица 8. новембра 1960. године. Школа је свечано отворена за ђаке и наставнике 19. новембра 1960. године. Године 1970. на постојећу зграду дограђен је нови део и школа добија изглед који је задржала до данас.
На предлог Ученичког парламента и Савета родитеља донете су одлуке Наставничког већа и Школског одбора о промени назива школе у ОШ „Стефан Дечански”. Скупштина града Београда и Министарство просвете, науке и технолошког развоја су дали сагласност за промену назива школе у ОШ „Стефан Дечански”, који се званично примењује од 1. септембра 2016. године.

## Школа данас
Школску 2019/20. годину похађа 847 ученика, распоређених у 35 одељења. Рад школе одвија се у две смене, непарну смену чине одељења са индексима 1, 3 И 5, а парну одељења, са индексима 2,4 и 6. Страни језици који се уче у школи су енглески и француски језик. Школа је отворена сваког радног дана од 6.30 до 21.00 час.
Настава у преподневној смени почиње у 8.00 и траје до 13.10 (шест часова) односно до 13.55 (седми час).
Настава у поподневној смени почиње од 14.00 и завршава се у 19.10 (шести час) односно у 19.55 (седми час).